# 諾基亞XL
诺基亚 XL是一款Nokia公司研製的首批Android智能手機之一，该公司于2014年2月这一型号将成为諾基亞X系列智能手機组成部分。

## 揭幕
這款手機是在2014年2月24日的世界移動通信大會在西班牙巴塞羅那揭幕，諾基亞XL擁有768MB的RAM。這款手機和其他屬於諾基亞X系列一樣，都沒有內置google的應用程序和服務，可以在获取Root权限之后安裝，中國大陆售價799元（人民幣），歐洲售109歐元，操作系统为基於Android4.2定製的诺基亚 X 软件平台1.2。

## 背景

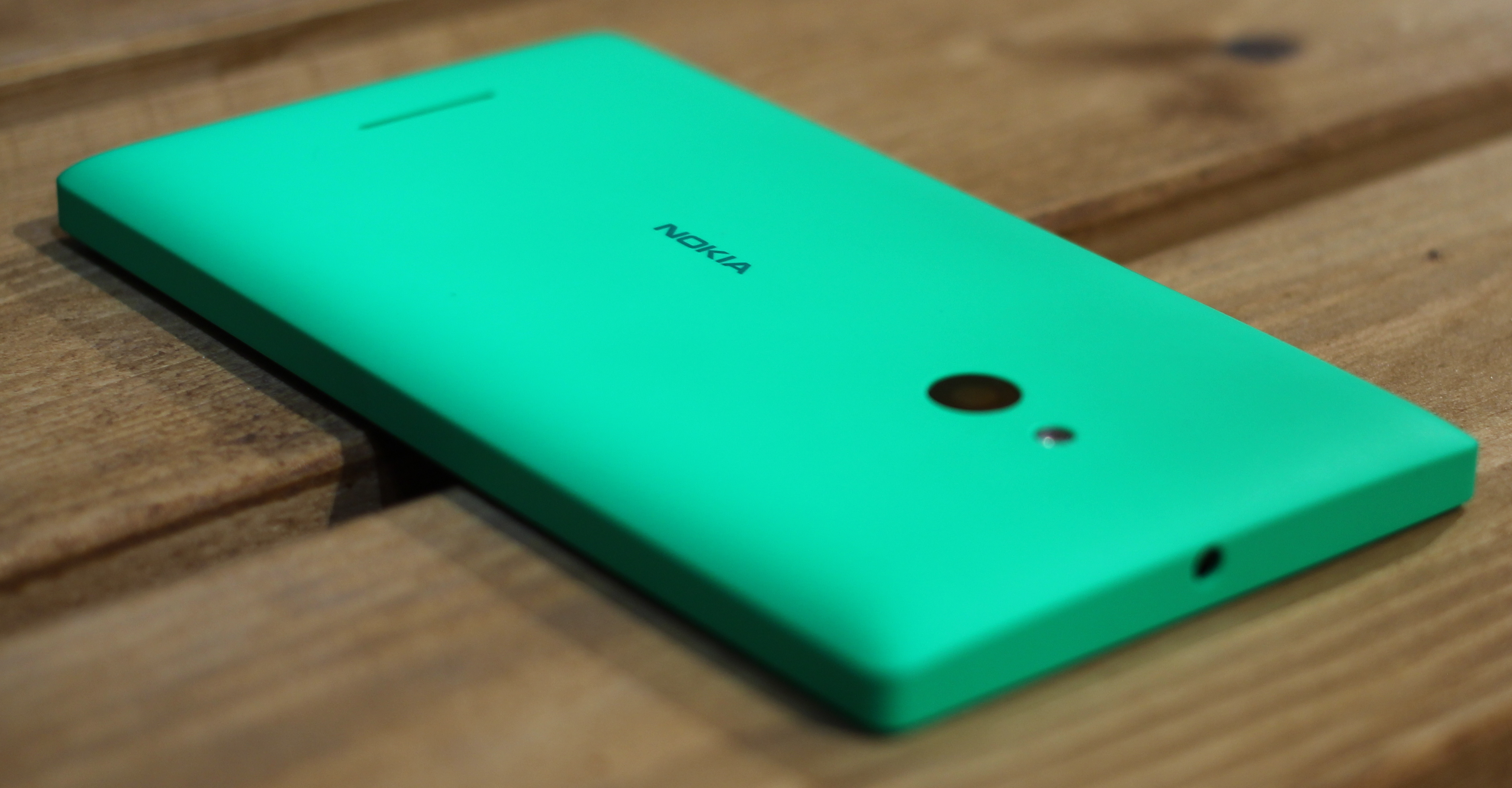
綠色版的Nokia XL手機

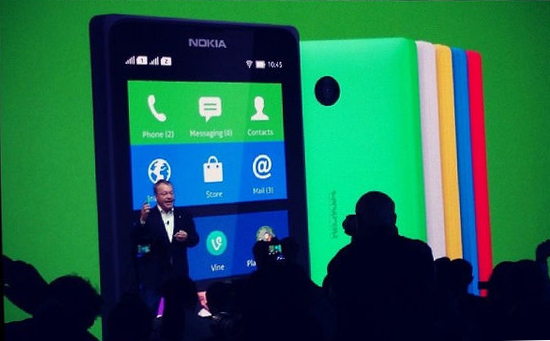
2014年世界移動通信大會

- 諾基亞XL是在2014年2月24日在西班牙巴塞羅那的世界移動通信大會亮相，随后推出的还有只有4英寸觸摸屏的Android系统Nokia X[4]。此外，諾基亞還宣布了“諾基亞X系列”的开发计划，由Nokia X，Nokia X+和Nokia XL組成的。NokiaXL的配置是從諾基亞X系列的其他成員進行升級，拥有5英寸觸摸屏，比其他產品的4英寸更大。它还有更大的攝像頭（500萬像素傳感器），并且带有拥有一個LED閃光燈和200萬像素前置攝像頭。
- 這款手機在開發階段稱為「Asha Monster」。

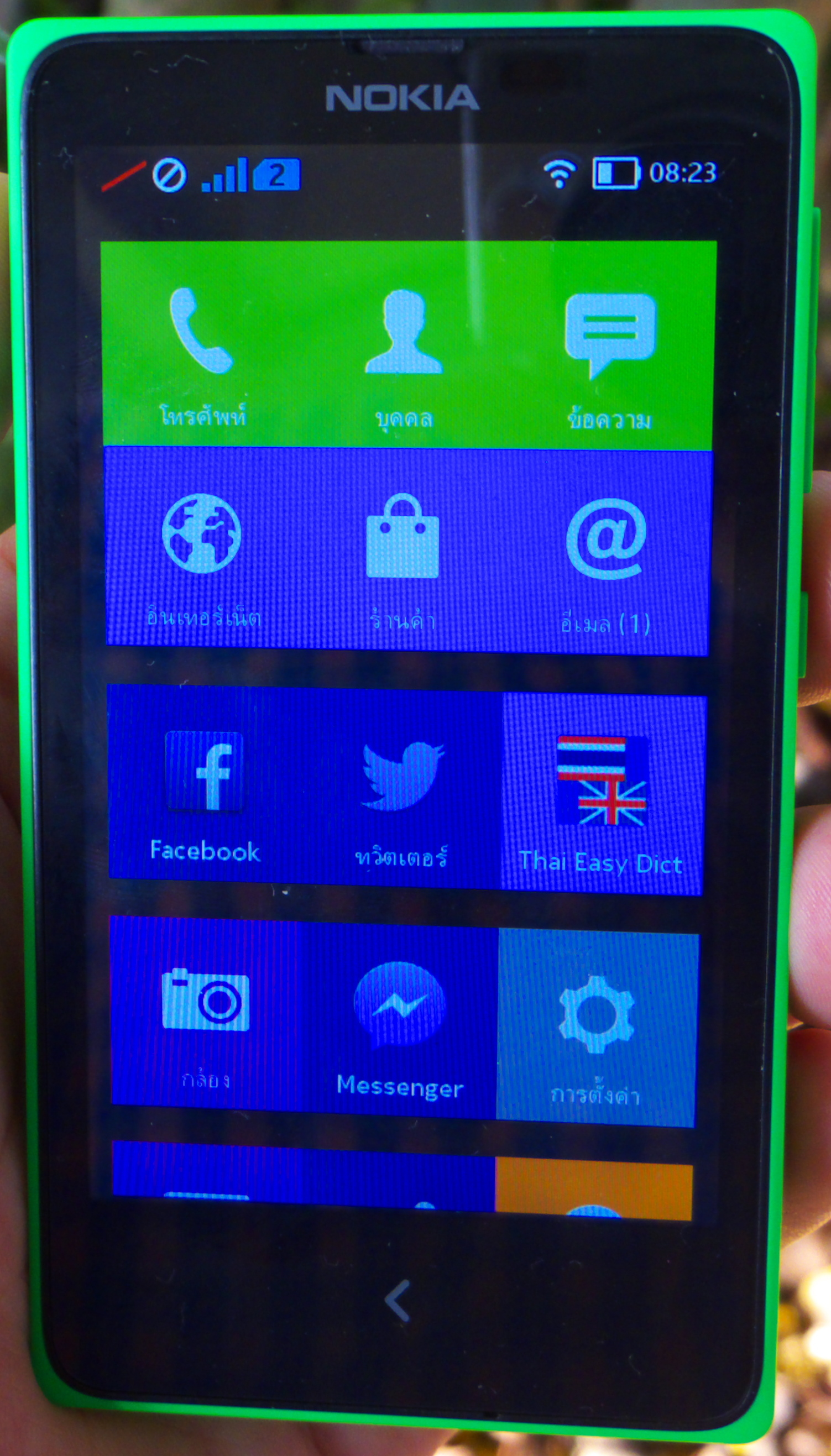
同屬同一系列的Nokia X手機

## Nokia XL 4G網路版本
- 諾基亞XL4G已經於2014年7月在中國大陸上市[5]，設有一個高通驍龍400系列處理器（型號為MSM8926）1.2 GHz的CPU，支持TD-LTE、TD-SCDMA、GSM、WCDMA和FDD-LTE(FDD-LTE只在中國以外可用)，為中國移動的定製機，有4G標誌，RAM是1GB，屏幕尺寸为5英寸，分辨率依然是800*480，电池容量為2000Mah，后置摄像头像素500万。机身重量上只有158克，比3G版诺基亚XL轻了32克，Nokia XL 4G的官方售價為999人民幣(京東)，Nokia X2的官方售價為799人民幣。

## 外部連結
- Nokia XL官网（页面存档备份，存于）